# Age of Wonders
Age of Wonders is een turn-based strategyspel voor de PC ontwikkeld door het Nederlandse Triumph Studios en is uitgekomen in Noord-Amerika op 12 november 1999 en begin 2000 in Europa en de rest van de wereld. Het spel is bekend geworden door zijn gedetailleerde beschrijving van mythische wezens.
Het spel kan alleen gespeeld worden, maar ook als multiplayer variant. Multiplayer kan gespeeld worden als "hot seat" spel (waarbij de spelers om de beurt plaats nemen achter de PC) of als PBEM spel (play by email).
De oude versie van Age of Wonders is tegenwoordig gratis te downloaden en te spelen.

## Rassen
In Age of Wonders zijn er verschillende rassen met ieder zijn eigen manschappen.
Het spel bevat twaalf verschillende rassen, hieronder genoemd:
- Lizardmen
- Frostlings
- Elves
- Halflings
- Dwarves
- Highmen
- Dark Elves
- Orcs
- Goblins
- Undead
- Humans
- Azracs

## Campaign
In het spel kun je kiezen tussen de 'Keepers' of de 'Cult of Storms'. De eerste wordt geleid door prinses Julia en is gericht op harmonieuze samenleving van alle rassen. De tweede factie, geleid door Julia's half-broer Meandor is erop uit alle mensen ('Humans') te vernietigen. Wat de campaign uniek en aantrekkelijk maakt voor spelers is dat er verschillende keuzemomenten zijn die leiden tot acht (!) verschillende uitkomsten.